# Seto
Seto (japonsky 瀬戸市) je město v prefektuře Aiči v Japonsku. Oblast je zajímavá svou keramikou, která Seto řadí mezi šest starověkých japonských míst kde se rozvíjela keramika. Status města získala v roce 1929.

## Poloha a doprava
Seto leží v severní, hornaté části prefektury Aiči na hranici s prefekturou Gifu. Město je dobře dostupné z Nagoje pomocí vlaku (Meitetsu Seto line) nebo ze sousedních měst Kasugai a Tojota pomocí vlakové trati Aichi Loop Line.

## Místní zajímavosti
- Aichi Prefectural Ceramic Museum – umělecké muzeum zaměřené na keramiku

## Galerie

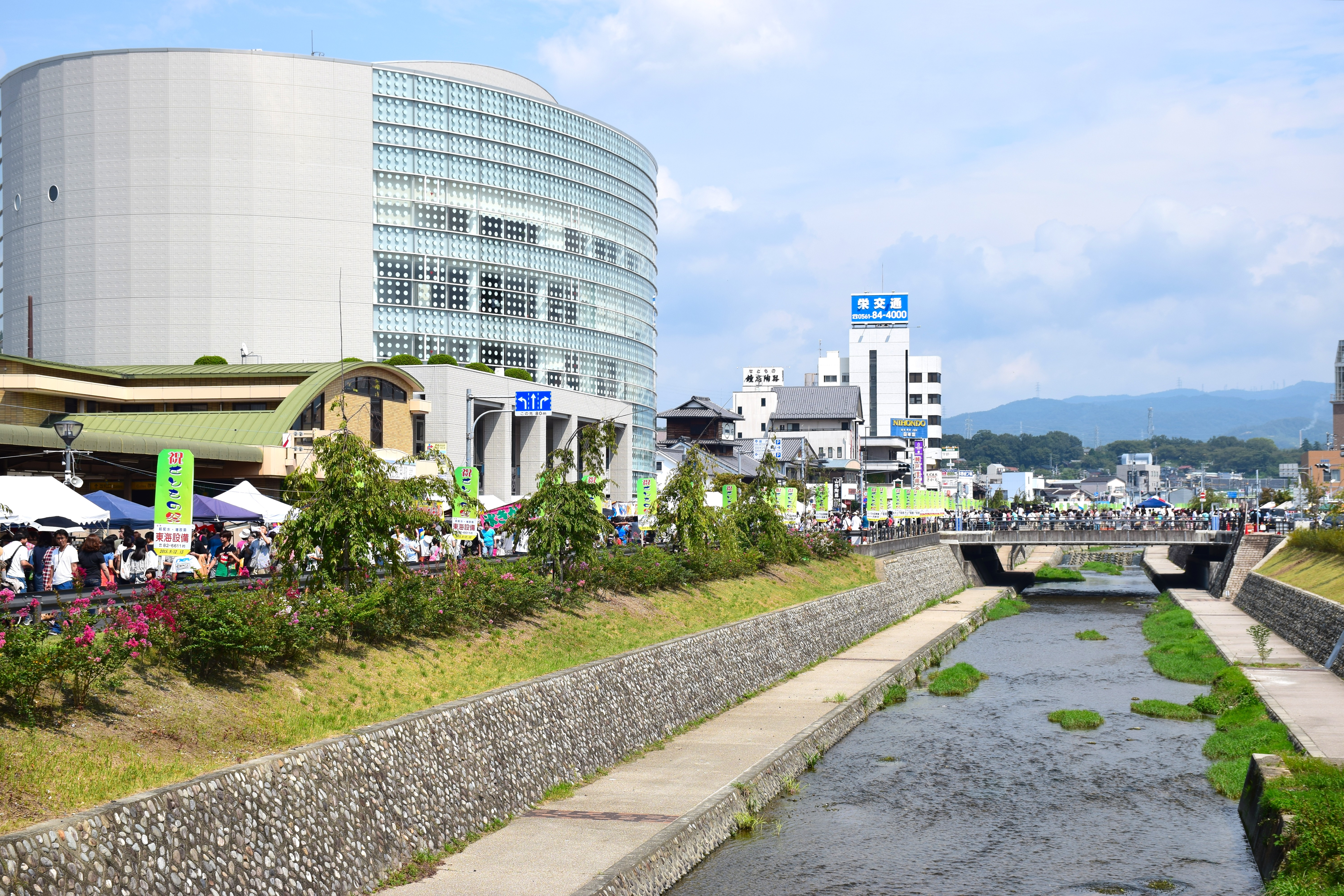
Festival keramiky v Setu
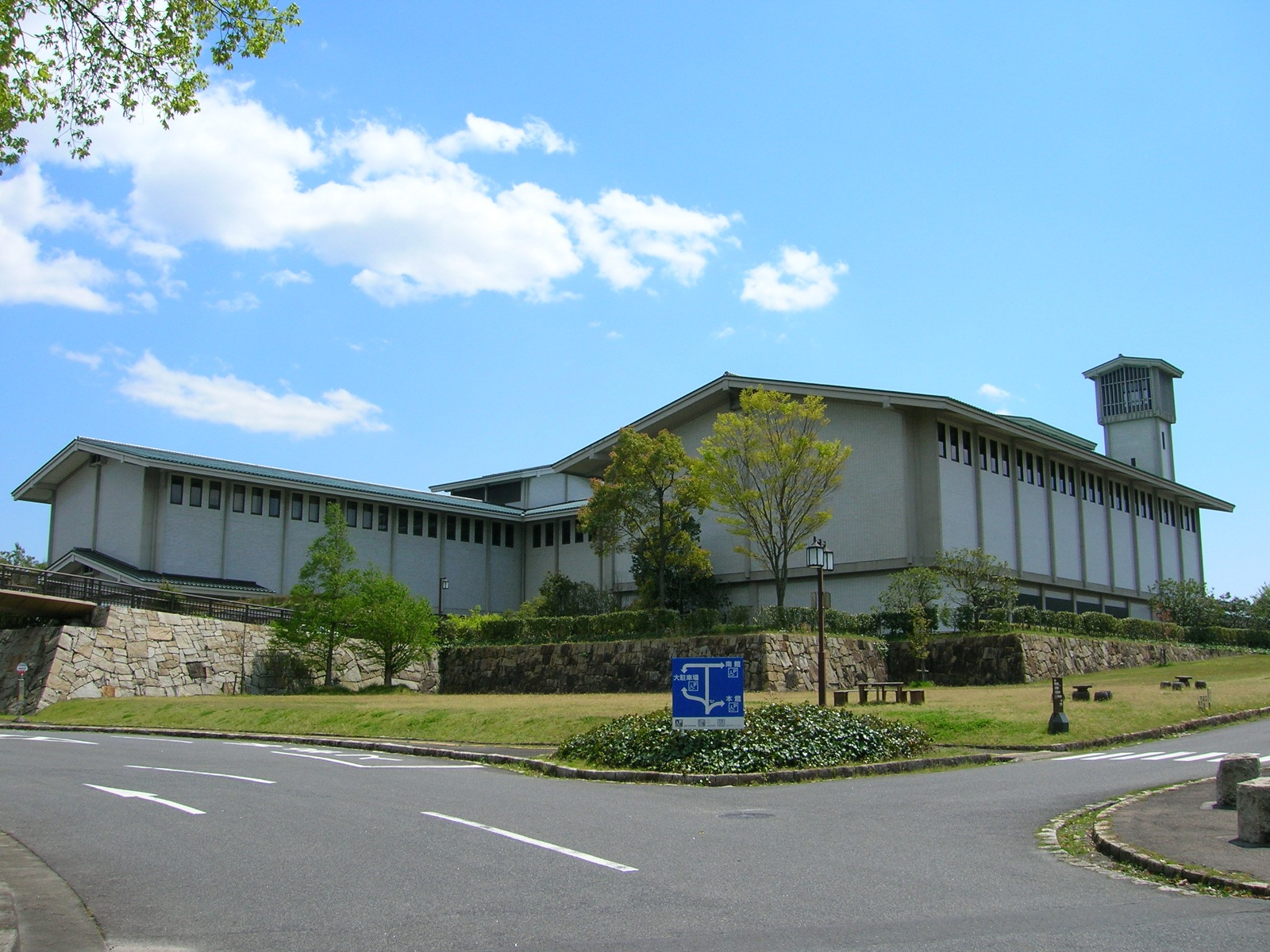
Aichi Prefectural Ceramic Museum